# SFS (Unternehmen)
Die SFS Group AG ist ein weltweit führendes Unternehmen für applikationskritische Präzisionskomponenten und Baugruppen, mechanische Befestigungssysteme, Qualitätswerkzeuge und Bewirtschaftungslösungen.
Der Hauptsitz befindet sich in Heerbrugg in der Schweiz. Die SFS Group hat 150 Vertriebs- und Produktionsstandorte in 35 Ländern in Asien, Europa und Nordamerika. Sie erwirtschaftete im Geschäftsjahr 2024 mit rund 13’700 Mitarbeitenden (FTE) einen Umsatz von CHF 3’039 Mio.
Basierend auf den Kerntechnologien Kaltmassivumformung, Tiefziehen (bzw. Tiefziehtechnik) Spritzgiessen (bzw. Spritzgiesstechnik), Niettechnik, Nachoperationen und Verschraubungstechnik beliefert die SFS Group verschiedene Absatzmärkte. Dazu gehören unter anderem die Automobil-, Bau-, Elektro- und Elektronik- und Luftfahrtindustrie sowie die Medizinaltechnik und industrielle Fertigung.

## Geschichte
Die Geschichte von SFS nahm 1928 mit einer Eisenwarenhandlung in Altstätten (Schweiz) ihren Anfang. 1949 wurde eine Filiale im nahen Heerbrugg (Schweiz) eröffnet. Motiviert durch Versorgungsengpässe entschieden sich Josef Stadler und Hans Huber eine eigene Schraubenfertigung aufzubauen und gründeten gemeinsam im Jahr 1960 die SFS Presswerk AG. Durch den Aufbau einer eigenen Schraubenfertigung 1960 in Heerbrugg wurde der Grundstein für die Entwicklung der industriellen Aktivitäten gelegt.
Sowohl die Handels- als auch die Fertigungstätigkeiten wurden in den folgenden Jahrzehnten kontinuierlich erweitert. Ab 1971 baute die Firma ein internationales Netz von Marktorganisationen auf. 1993 wurden die Aktivitäten unter dem Dach der SFS Holding AG zusammengefasst, 2014 erfolgte die Namensänderung auf SFS Group AG und der Börsengang.
Laut einem Bericht der Handelszeitung betrieb die SFS im Jahr 2008 international mehr als 100 Handels-, Logistik- und Fertigungsstandorte. Durch verschiedene Akquisitionen konnte SFS bis zu diesem Jahr das Kompetenzportfolio um die Kunststoffspritzguss-Technologie und die Tiefziehtechnik erweitern.
SFS übernahm am 1. September 2012 die in Singapur ansässige Firma Unisteel Technology Group, die im Bereich Miniaturbefestigungselemente (beispielsweise für Smartphones, Lifestyle-Eletronics und Festplattenlaufwerke) tätig ist. Der Hauptsitz ist in Singapur, weitere Produktionsstätten in Malaysia und China.
Seit dem 7. Mai 2014 ist SFS an der SIX Swiss Exchange kotiert (Tickersymbol SFSN).
Im Jahr 2016 wurden das auf Präzisions-Mikrospritzgussteile spezialisierte Unternehmen Stamm (Schweiz) und Tegra Medical (USA), das Einwegprodukte aus Metall und Kunststoff für den Medizintechnikbereich (Schrauben, Stifte, Implantate und Instrumente) entwickelt und herstellt, übernommen.
2021 übernahm die SFS Group den langjährigen Partner Hoffmann SE mit Hauptsitz in Deutschland. Dadurch gelang dem Unternehmen die Internationalisierung des Handelsgeschäfts und damit die Etablierung einer führenden Stellung im Bereich Qualitätswerkzeuge.

## Unternehmensstruktur
Die SFS Group umfasst die drei Segmente Engineered Components, Fastening Systems und Distribution & Logistics, welche die entsprechenden Geschäftsmodelle repräsentieren:
- Engineered Components: Entwicklungs- und Herstellpartnerin von kundenspezifischen Präzisionsformteile, Baugruppen und Befestigungslösungen für die Endmärkte Automotive, Electronics und Medical & Industrial Specials unter den Marken SFS, UNISTEEL, Tegra Medical und GESIPA®
- Fastening Systems: Anwendungsoptimierte, mechanische Befestigungssysteme, unter anderem mit den Marken SFS, TFC und HECO®
- Distribution & Logistics: Qualitätswerkzeuge, Befestiger und weitere C-Teile sowie Bewirtschaftungslösungen für Kunden aus der industriellen Fertigung mit den starken Eigenmarken SFS, Hoffmann, GARANT und HOLEX sowie mit führenden Herstellermarken[11]

## Wirtschaftliche Kennzahlen
|                       | 2024 (Swiss GAAP FER) | 2023 (Swiss GAAP FER) | 2022 (Swiss GAAP FER) | 2021 (Swiss GAAP FER) |
| --------------------- | --------------------- | --------------------- | --------------------- | --------------------- |
| Umsatz SFS            | CHF 3’039.0 Mio.      | CHF 3'090.8 Mio.      | CHF 2'746.1 Mio.      | CHF 1'893.1 Mio.      |
| EBITDA                | CHF 479.8 Mio.        | CHF 486.0 Mio.        | CHF 448.1 Mio.        | CHF 407.1 Mio.        |
| Betriebserfolg (EBIT) | CHF 350.2 Mio.        | CHF 358.6 Mio.        | CHF 330.3 Mio.        | CHF 301.7 Mio.        |
| Unternehmensgewinn    | CHF 242.7 Mio.        | CHF 268.5 Mio.        | CHF 270.6 Mio.        | CHF 248.0 Mio.        |
| Vollzeitbeschäftigte  | 13'689                | 13'198                | 13'282                | 10'509                |

Quelle: SFS Group